# جان ماري فالنتين
جان ماري فالنتين (بالفرنسية: Jean-Marie Valentin)‏ هو مهندس معماري فرنسي، ولد في 17 أكتوبر 1823 في Bourg-des-Comptes ‏ في فرنسا، وتوفي في 8 أغسطس 1896 في باريس في فرنسا.

## معرض صور

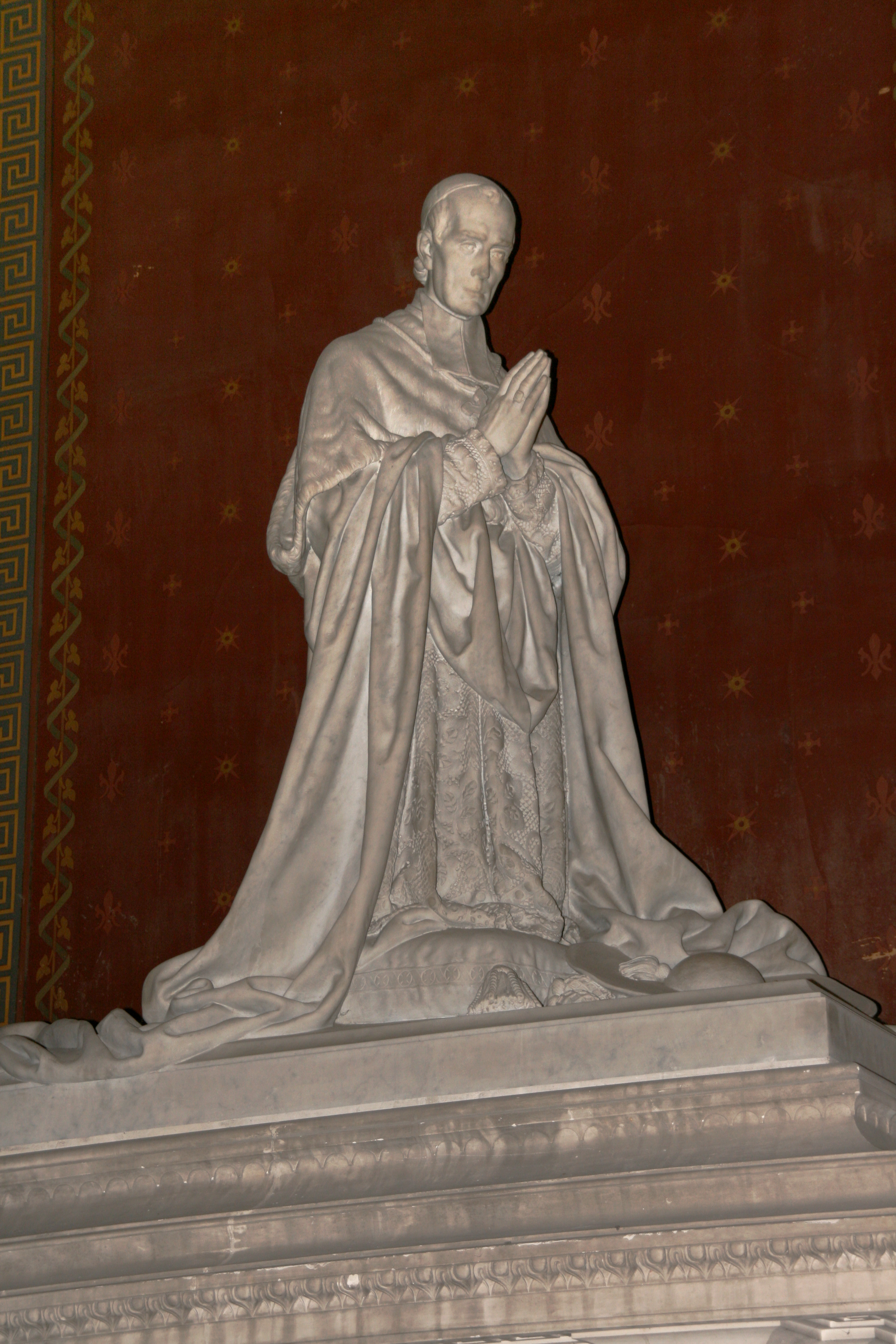
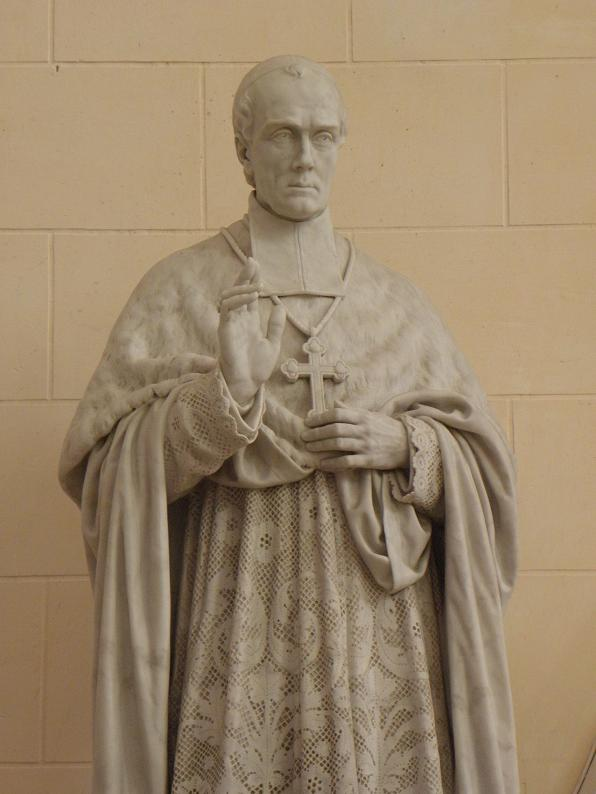
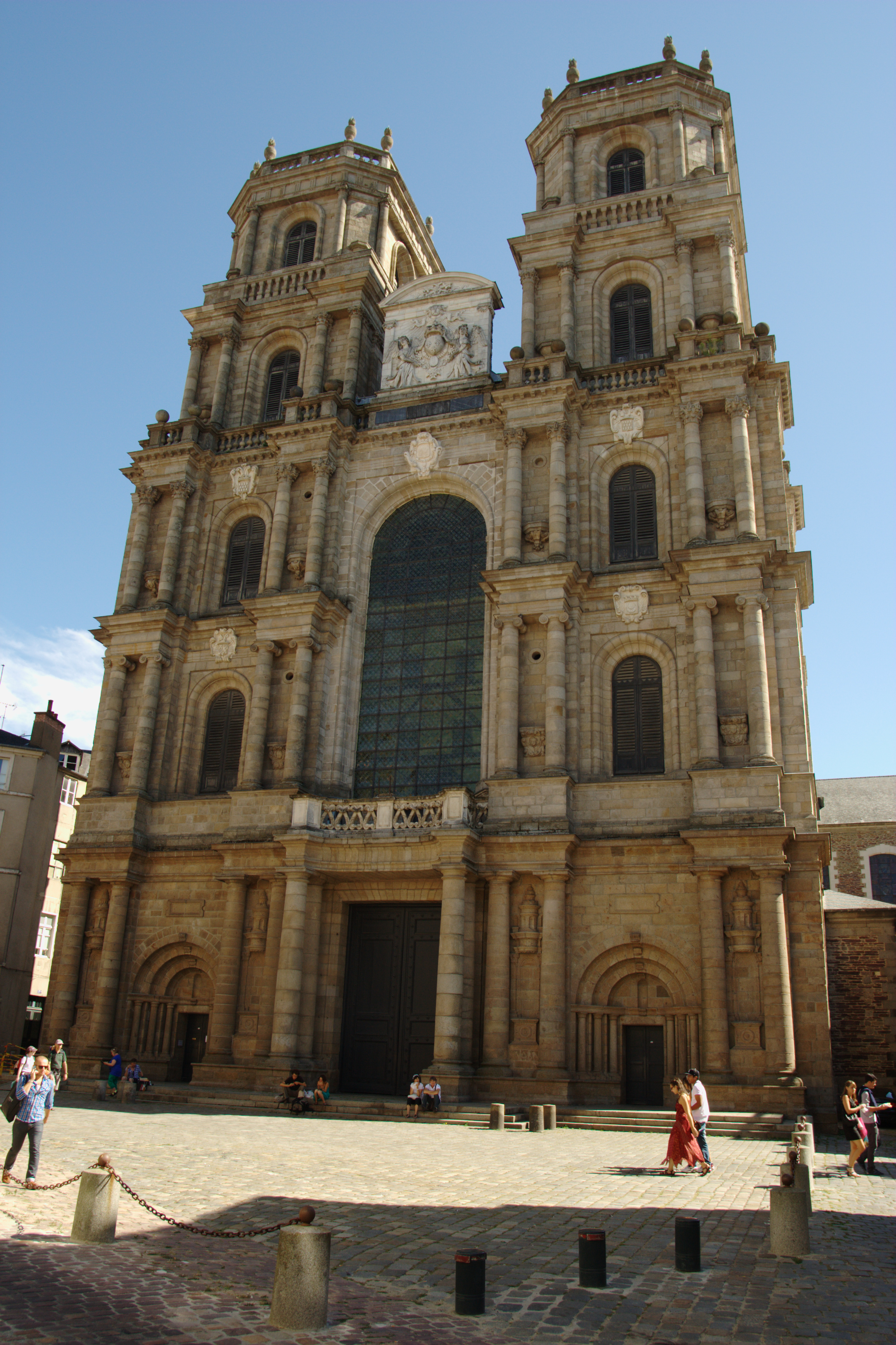
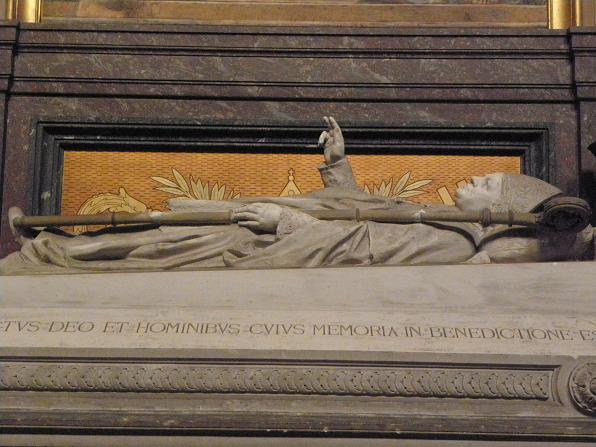
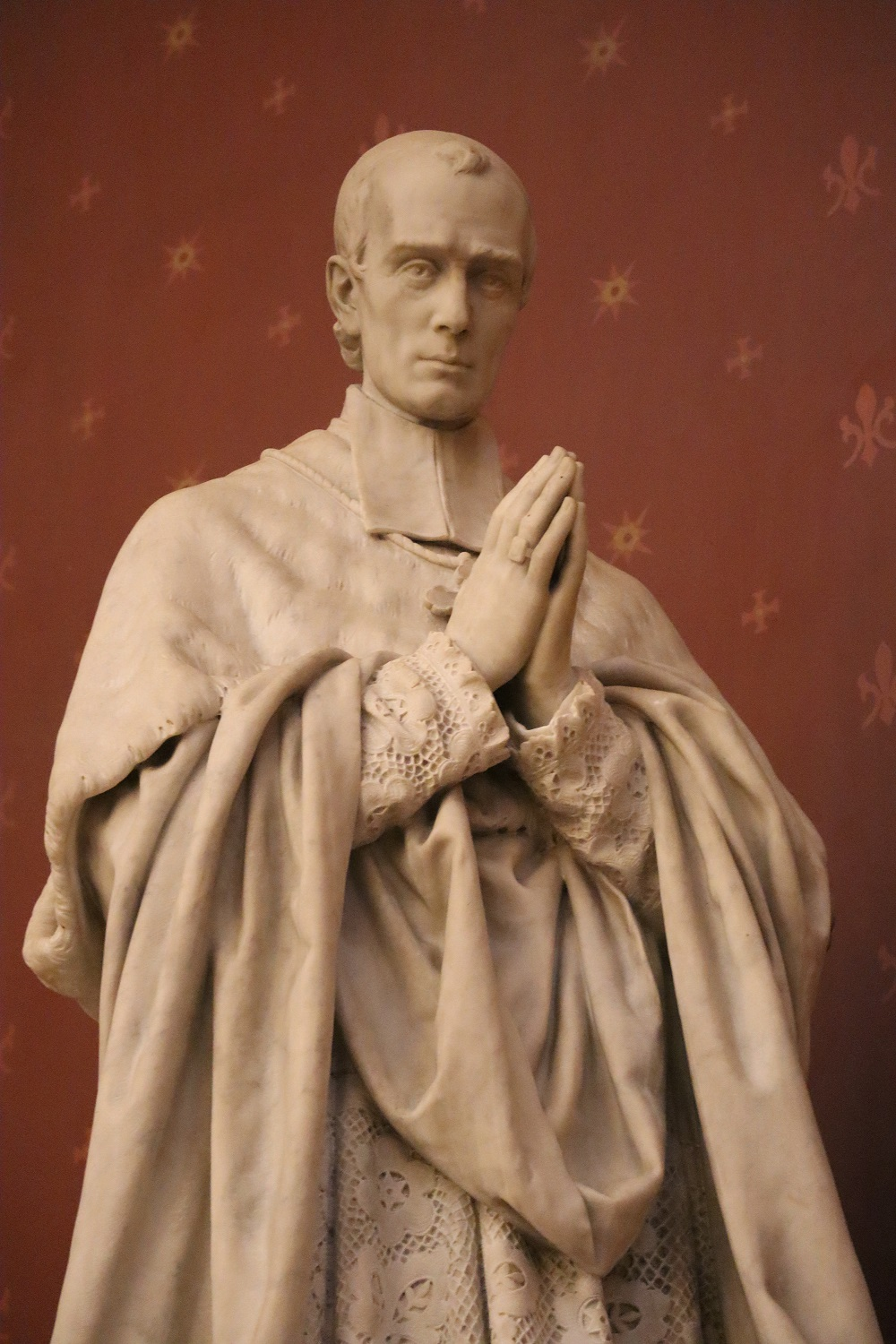